# Rudnia (obwód lwowski)
Rudnia (ukr. Рудня) – wieś na Ukrainie, w obwodzie lwowskim, w rejonie samborskim.
Do 1992 roku miejscowość nosiła nazwę Rudne (ukr. Рудне).